# Bandeira de Kaliningrado
A Bandeira de Kaliningrado é um dos símbolos oficiais do oblast de Kaliningrado, uma subdivisão da Federação Russa. A lei sobre a bandeira entrou em vigor em 8 de junho de 2006. Anteriormente esta região não tinha bandeira. Quando foram feitos planos para 
adoptar uma bandeira foi proposta uma bandeira tricolor com 3 listras horizontais em verde, branco e azul escuro  semelhante à bandeira de Serra Leoa. Outra proposta foi semelhante à Bandeira da Escócia, mas com uma cruz de Santo André amarela.

## Descrição
Seu desenho consiste em um retângulo com proporção largura-comprimento de 2:3 dividido em três listras horizontais: uma superior vermelha, uma intermediária na cor amarela e uma inferior azul de mesma medida que a superior. Na parte esquerda da faixa vermelha está um castelo estilizado castelo medieval estilizado em preto e prata com portões abertos e os monograma da imperatriz Isabel Petrovna (que reinou em partes da região por
pouco tempo durante o controle russo durante a Guerra dos sete anos.

## Simbolismo
Não existe uma interpretação oficial da simbologia das cores da bandeira, contudo, na imprensa russa , foi afirmado que a fortaleza em prata com portões abertos significam hospitalidade, o azul escuro o Mar Báltico e a tranquilidade, o amarelo para a riqueza de âmbar, e o vermelho para o homem princípio ativo ("цвет активного мужского начала").
Outras fontes indicam que o vermelho simboliza o passado belicoso da Prússia, o Exército Vermelho, a Liga Hanseática, ou as ligações históricas com Brandeburgo e Polônia.